# اسلینگ سنگاپوری
اسلینگ سنگاپوری: مردی که به یک جسد عشق می‌ورزید (یونانی: Singapore Sling: Ο Άνθρωπος που Αγάπησε ένα Πτώμα) یک فیلم هنری سیاه‌وسفید زیرزمینی در ژانر وحشت به کارگردانی نیکوس نیکولائیدیس محصول سال ۱۹۹۰ سینمای یونان است که شاهکار کالت او به‌شمار می‌رود.